# Janusz Bieniek
Janusz Bieniek (né le 20 août 1955 à Kamień Pomorski) est un coureur cycliste polonais, actif dans les années 1970 et 1980.

## Biographie
Ancien membre de l'équipe nationale de Pologne, Janusz Bieniek a couru en France, en Allemagne, en Grande-Bretagne, en Italie, au Luxembourg, en Yogoslavie, au Mexique et au Venezuela. Il a notamment remporté la Semaine cycliste bergamasque en 1977. 

## Palmarès
- 1976
  - 5e étape du Tour de Yougoslavie
  - 4e étape du Tour de Pologne
  - 3e du championnat de Pologne du contre-la-montre
- 1977
  -  Champion de Pologne du contre-la-montre par équipes
  - Semaine cycliste bergamasque
  - Prologue et 10e étape de la Milk Race
- 1980
  - 3e étape du Tour du Táchira
- 1981
  - Tour de Düren
- 1982
  - 2e de la Freccia dei Vini
- 1983
  - Gran Premio San Basso
  - Trophée Adolfo Leoni
- 1984
  - 4e étape du Tour de Pologne
- 1985
  - Prix de La Charité-sur-Loire
  - 2e du Grand Prix de Villapourçon
- 1986
  - 2e du Circuit des Deux Provinces
  - 3e du Grand Prix de Villapourçon
- 1987
  - 2e du Grand Prix de Villapourçon
- 1988
  - 2e du Prix de La Charité-sur-Loire
- 1989
  - 2e du Grand Prix des Grattons